# Svenstorps station
Svenstorps station, en och en halv kilometer norr om kyrkbyn Stora Köpinge, var den sydligaste av de ursprungliga mellanstationerna på Ystad–Eslövs Järnväg, belägen 11 km från Ystad och 8 km från Tomelilla. Den avbemannades och nedgraderades till hållplats 1958, och slopades helt den 1 juni 1969. Söder och öster om stationen uppstod ett smärre stationssamhälle, idag en småort jämnstor med kyrkbyn.
Stationen fick först heta Köpinge. Men namnet ändrades den 1 maj 1867, sedan förväxling med staden Köping blivit besvärande.
Stationens läge norr om den vid denna tid betydande kyrkbyn förklaras av att sträckan från bron över Nybroån till Svenstorps station är en drygt kilometerlång uppförsbacke, från 10 till 25 m ö.h., inte den brantaste på banan Ystad–Eslöv men som stationsläge omöjligt.
1933 blev en hållplats anlagd i Stora Köpinge, en dryg kilometer söder om stationen, med trafikplatssignaturen Söe. Hållplatsen slopades 2003 inför banans upprustning och elektrifiering.
Till 31 maj 1965 fungerade stationen också som poststation.
Stationshuset med stor tomt, som varit privatägt sedan 1967, och bland annat fungerat som vandrarhem, såldes på exekutiv auktion 2021.